# 千葉県立匝瑳高等学校
千葉県立匝瑳高等学校（ちばけんりつ そうさこうとうがっこう）は、千葉県匝瑳市八日市場イにある県立高等学校。略称は「匝高」（そうこう）。

## 概要
1924年4月10日に設立された千葉県立匝瑳中学校を前身とし、1948年3月31日に学制改革により男女共学の新制高等学校となった。
毎年6月中旬に行われる文化祭は蔦陵祭（ちょうりょうさい）とよばれ、2日間にわたって公開される。また年に2回行われる球技大会ではクラス別にTシャツが作られる。
元々弓道場や陸上競技場、至誠館（合宿場）などの施設があったが、80周年記念事業として中庭が整備され、トレーニングルーム（西城館）が新設された。また2008年6月1日に、生徒棟各教室にエアコンが設置されるなど校内の環境は次第に改善されつつある。ただし、理科棟や管理棟の一部教室には未設置である。さらに、2010年度は生徒棟の耐震化工事・トイレ改修工事を実施した。
普通科では二年次から進路希望に応じて文型・国際理解・理型の三つに分かれる。

## 沿革

### 略歴
1900年、千葉県内に複数の旧制中学校が増設された時から匝瑳郡も中学校の誘致運動を行なってきたが、実現を見ることはなかった。1921年、千葉県知事が匝瑳郡を視察した際、中学校設置を陳情した所、「建築費を寄付すとならば大いに考慮する所あらん」という回答を得た。1922年10月18日、八日市場町長が県庁に出向いて県知事との交渉が成立した。10月30日、寄付金13万円の内、6万円分と校地を八日市場町の負担とし、残り7万円を郡費の負担とする議案を郡議会に提出、満場一致で議決された。12月5日には県議会も通過したが、翌年9月1日に起こった関東大震災によって千葉県も大きな被害を受けた。これを受けて県はこの時期の中学校新設は不可能であるとする内示を出したが、八日市場町長は県庁に赴き、寄付金中の郡費負担分の扱いを質すなどして県当局と交渉、新設の見送りは回避されている。1924年3月19日、3月20日の両日に渡って八日市場小学校において初の入試が行なわれ、応募者297名の中から選抜、100名が合格した。
1924年4月10日、仮校舎となった千葉県立蚕業試験場において千葉県立匝瑳中学校の開校式が行なわれ、蚕業試験場2階の2室を教室にあて1階の1室が職員室兼事務室という形での船出となった。1925年3月27日、西ヶ城の現校地に完成した校舎に移転している。完成した校舎は鉄筋コンクリート2階建て、延べ坪531坪、建築費は13万1705円であった 。この校舎は完成時にはコンクリートむき出しの外壁だったが、1934年頃から、自生した蔦で覆われるようになった。蔦は新制匝瑳高校の校章の図案や文化祭の名称にも取り入れられるなど同校のシンボルとして定着していく事になる。
1925年には遠距離通学の生徒のため近所の民家を借り受けて寄宿舎（1942年廃止）とし、1927年には通学区域別の生徒親睦や生活指導の掌握などを目的として学友団が結成された。この学友団は戦時色が強まるにつれて、報国修練隊・修練部・報国隊などの改組を経て勤労動員や各種行事の単位として強化されていく。 
匝瑳中学校では1939年から勤労奉仕がはじまった。太平洋戦争勃発後、動員は強化の一途を辿り、1944年、4・5年生は通年動員とされ、日本建鉄船橋製作所や横浜ヨット（現・ジャパン マリンユナイテッド）銚子工場、日本開発機（現・三井造船）鶴見工場に派遣された。この年の10月5日、下志津飛行場で動員中の3年生1名が熱射病で死亡 、1945年4月15日には動員先の日本開発機鶴見工場が爆撃を受け、2名の生徒が犠牲となった。
敗戦後の1945年12月22日 、折からの汽車の混雑への対策として、学生定期券が無効とされたため、1947年1月21日まで銚子市（銚子市立海上小学校に間借）、旭町、東陽村に分教場が設置された。1947年4月、千葉県立匝瑳中学校併設中学校が発足し、2・3年生が編入された。この時期、物資不足の影響から窓ガラスをはじめ備品の盗難が横行し、終戦の虚脱感によるヒロポンやパチンコ流行の影響が校内にも及ぶようになっていた。
1948年、学制改革に伴い、千葉県立匝瑳高等学校に改称された。1949年、併設中学校が2度の卒業者を出して廃止。この年には昼間定時制の設置 、および男女共学制が導入され、千葉県立松尾高等学校からの転入生（2・3年生）を含む29名の女子生徒を迎えている。
男女共学化に伴い、1951年に家庭科教室が建てられ、1954年に新校歌の制定、そして1956年には創立当初からの校訓「至誠」「剛健」「快活」に加え、女子生徒向けに「高雅」が追加された。
1970年、老朽化した創立期からの校舎に代わる新校舎の建設がはじまり、1975年に全体の完成を見た。1971年には理工系教育の振興を目的に理数科、1992年には英語教育の振興を目的に英語科が設置された。

### 年表
- 1924年 - 千葉県立蚕業試験場（現在の匝瑳市役所の位置）[29]において千葉県立匝瑳中学校開校。
- 1925年 - 現校地に校舎竣工。
- 1948年 - 学制改革に伴い千葉県立匝瑳高等学校に改称。
- 1949年 - 男女共学化、昼間定時制開設。
- 1951年 - 夜間定時制開設。
- 1956年 - 昼間定時制募集停止。
- 1970年 - 校舎改築工事はじまる。
- 1971年 - 全日制に理数科設置。
- 1974年 - 旧本館解体[26][30]。
- 1975年 - 校舎改築工事竣工。
- 1992年 - 全日制に英語科設置。
- 2017年 - 英語科募集停止[31]。

## 設置学科
全日制課程
- 普通科
- 理数科

定時制課程
- 普通科

国際交流も盛んであり、アメリカ・オーストラリアへの短期ホームステイ、ホームステイ受け入れがある。

## 校歌・応援歌

### 校歌
1927年1月11日に職員・生徒に向けて校歌の募集が始まった。各案を基に作詞を日下部重太郎、作曲を田村虎蔵に委嘱して1928年2月11日に草案が完成したが、県に却下され、一部修正の後、「此処東海の道の涯」の歌いだしではじまる旧制時代の校歌が完成した。この校歌は1930年6月12日付けで文部大臣の認可を受けている。新制高校移行後、旧校歌の「日本男児を鍛ふべく」や「我等健児の胸の中」などの箇所が男女共学となった状況にそぐわないとして校歌改正の声が上がり、1954年11月1日に新校歌制定委員会が設置され校歌案を公募したが、決め手になる案が得られなかった事から、委員会審査員だった匝瑳中1回生の横浜国立大学教授吉原敏雄作詞、匝瑳高校教諭金田春雄作曲の「桜花咲き散る影に」の歌いだしではじまる現校歌が制定された。

### 応援歌
匝瑳中創立当初は特定の応援歌はなく、配属将校によって伝えられた歩兵第57連隊の歌や旧制二高の校歌「天は東北」、旧制三高の寮歌「逍遥の歌」などが歌われていた。1926年頃、匝瑳中の剣道教師が前任校秋田県立大館中学校（現・秋田県立大館鳳鳴高等学校）の剣道部応援歌を紹介、「風粛々と松を吹き」の歌いだしではじまるこの歌は匝瑳中学・高校の応援歌として定着していった。1936年、匝瑳中初の全校マラソン大会が開催、以後マラソン大会が活発に催されるようになり、これを背景に匝瑳中の国語科教諭稲葉隣作による作詞、杉山長谷夫作曲によって「匝中マラソン歌」が作られ、1937年4月10日の新入生歓迎マラソン大会で全校生徒によって斉唱された。「匝中マラソン歌」制定後も校内の運動熱は続き、稲葉隣作作詞、乗松昭博作曲によって「匝中応援歌」が生まれた。1937年9月15日、乗松が匝瑳中に赴いて曲を披露、歌唱指導を行なった。

## 校章・校旗

### 校章
旧制時代の匝瑳中学校の校章は桜花の中心に匝中の文字を配したものが用いられていた。新制高校移行後、旧校舎を飾っていた蔦の葉を図案化し、中央に匝高の文字を配した校章が制定され、1951年6月1日に校舎正面玄関に新校章が飾られた。

### 校旗
1928年12月10日、匝瑳中学校の5年生一同は千葉中学校（現・千葉県立千葉中学校・高等学校）に赴き昭和天皇即位記念に行なわれる御親閲予行演習に参加、この時点では校旗がなかったため日章旗で行進したが、これを機会に5年生一同の卒業寄付として校旗を制定すべきとの声が上がり、東京の髙島屋百貨店に発注された。御親閲本番に間に合うよう製作を急がせ、12月14日には校旗の制定式が行なわれ、翌日に宮城前広場で行なわれた御親閲では新校旗を掲げて行進。12月24日、御親閲記念綬が校旗竿頭に飾られた。現校旗は新制高校移行後の1953年に制定されたものである。

## 制服
- 男子 - 黒のブレザー上下。
- 女子 - 紺のスーツ型通学服、前ボタンはシングル2個、ネクタイと中にベストを着用する。下は、共布のプリーツスカート（ひだの数24 - 28本）及びスラックス。左胸に箱ポケットがあり、そこに赤い校章とクラス章を台布につけて装着。夏季の上は、白のワイシャツまたは開襟シャツ、ベストは着用可。
- 男子と女子で校章バッジの色が異なるという校則である。
- 「エナメルの靴・下駄を履いての登校禁止」という校則も存在する。

## 定時制
戦後、学制改革によって新制高校に移行するとともに、教育の機会均等の趣旨により、各地の新制高校に定時制課程が併置されるようになった。1949年、匝瑳高校においても定時制昼間部（2学級定員80名）が設置され、続いて1951年には夜間部（1学級定員40名）も設置された。1956年、昼間部の生徒募集が停止され、夜間部1学級40名の定員となって現在に至っている。夜間部設置の年に脱脂粉乳とコッペパンの給食が始まり、1972年の校舎新築に伴い、食堂が整備された。1994年からは他の通信制高校での併習によって3年で卒業する事が可能となったものの、千葉県立の通信制高校（千葉県立千葉大宮高等学校）が千葉市にある事から併習する生徒は少数にとどまっている。2013年度からは単位認定の対象が、高等学校卒業程度認定試験や英語検定、漢字検定などの各種資格試験まで拡大された。また、2005年度には千葉県の県立定時制高校は一斉に単位制を導入した。元々は勤労者の学習の場として設置された定時制だったが、生徒の多様化が進み、それに伴う諸問題も指摘されるようになっている。

## 統計情報
在校生の居住地・出身中学校
2017年度の全日制の在校生（895名）の居住地を自治体別に分類すると以下の通りである。
- 旭市：280名
- 匝瑳市：243名
- 横芝光町：86名
- 山武市：80名
- 多古町：57名
- 銚子市：44名
- 香取市：29名
- 東金市：15名
- 成田市：11名
- 神栖市：10名
- 東庄町：9名
- 富里市・芝山町：各8名
- 八街市：7名
- 九十九里町・四街道市・市原市：各2名
- 大網白里市・佐倉市：各1名

主な出身中学別の人数では旭市立第二中学校の129人を筆頭に、匝瑳市立八日市場第二中学校の119人、八日市場第一中学校78人、多古町立多古中学校58人、旭市立海上中学校52人、横芝光町立光中学校49人、旭市立第一中学校48人、匝瑳市立野栄中学校45人、横芝光町立横芝中学校35人、旭市立飯岡中学校30人となっている。
定時制在校生（36名）の居住地は旭市11名、横芝光町10名、匝瑳市7名、山武市3名、多古町・香取市・東庄町・八街市・成田市各1名、主な出身中学別では横芝光町立横芝中学校7名、旭市立第二中学校5名、旭市立第一中学校・匝瑳市立八日市場第一中学校・横芝光町立光中学校が各3名、旭市立海上中学校・匝瑳市立八日市場第二中学校・江戸川区立松江第六中学校が各2名となっている。

## アクセス
- JR総武本線八日市場駅 徒歩15分

## 学校行事
- 4月 - 新入生歓迎会
- 5月 - 校外学習（1年→大学見学、2年→大学見学）
- 6月 - 球技大会
- 9月 - 蔦陵祭
- 10月 - 修学旅行（関西方面）、球技大会
- 3月 - 球技大会（3年除く）、卒業式

夏休みには希望者のみ夏期講習が行われる。長期休業中以外でも予備校講座や、希望者のみの放課後の補習がある。

## 部活動
- 運動部 - 柔道、陸上競技、野球、バスケットボール、卓球、弓道、剣道、バレーボール、サッカー、バドミントン、硬式テニス、山岳、ダンス
- 文化部 - 音楽、生物、天文気象、写真、華道、茶道、書道、JRC、美術、演劇、文芸、ギター、ESS、電子工学、吹奏楽、将棋、調理
- 同好会 - SF、クイズ

## 著名な出身者
- 赤桐操[48] - 元参議院副議長
- 穐田誉輝[49] - 実業家、エンジェル投資家、くふうカンパニー取締役会長
- 飯島重雄[50] - 千葉県議会議長
- 飯島英胤[51][52] - 東レ特別顧問
- 碇穹一[53][54] - カーデザイナー
- 鵜澤静[55] - 元日清紡ホールディングス社長、元日本紡績協会会長
- 宇野沢達也 - 気象予報士、ウェザーニュースLiVE解説員
- 宇野亨[56] - 自由民主党衆議院議員
- 太田安規[57] - 匝瑳市長
- 桂右女助[58] - 落語家
- 桂竹千代[59] - 落語家
- 木川統一郎[60] - 法学者、弁護士、中央大学教授
- 越川和彦[61] - 国際協力機構副理事長、元駐西大使、元外務省大臣官房長
- 斉藤広宣 - ソフトテニス選手
- 高橋順子[62][63] - 詩人
- 高安秀樹[64] - 物理学者、東京工業大学特任教授
- 地井武男[65][66] - 俳優
- 道満晴明[67] - 漫画家
- 外口玉子[68] - 元社会党衆議院議員
- 富沢祥也[69] - オートバイレース選手
- 仲條亮子[70][71] - 元アナウンサー、YouTube日本代表、Google執行役員
- 仲條正義[72] - グラフィックデザイナー
- 塙英夫[73] - 作家

## 関連文献
- 千葉県立匝瑳高等学校四十周年記念誌編集委員会　『創立四十周年記念誌』千葉県立匝瑳高等学校、1966年。
- 千葉県立匝瑳高等学校創立七十周年記念誌編集委員会　『創立七十周年記念誌』千葉県立匝瑳高等学校、1995年。
- 千葉県立匝瑳高等学校創立八十周年記念誌編集委員会　『創立八十周年記念誌』千葉県立匝瑳高等学校、2005年。
- 千葉県立匝瑳高等学校創立九十周年記念誌編集委員会　『創立九十周年記念誌』千葉県立匝瑳高等学校、2015年。